# Shamshir

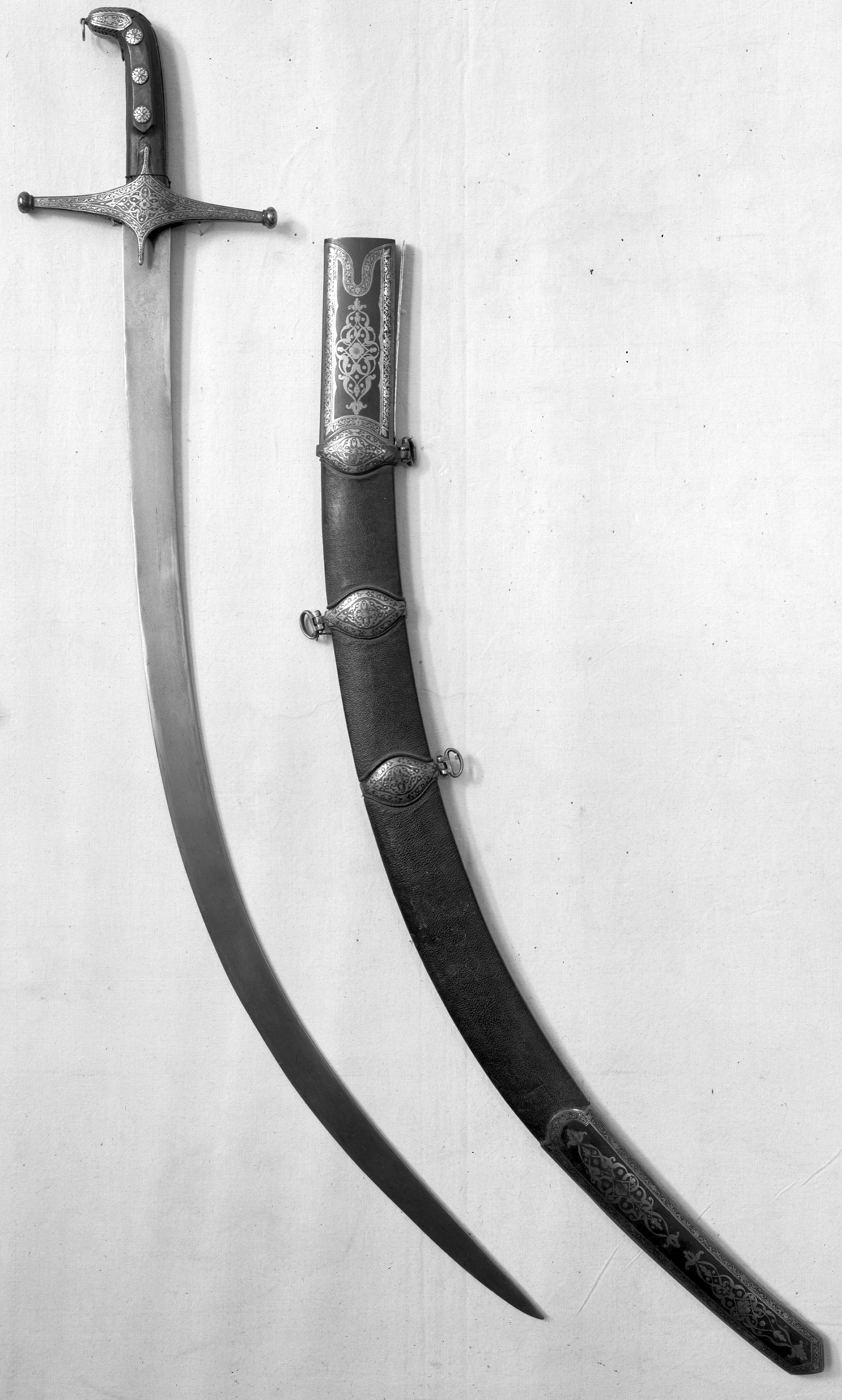
Shamshir sirià, L'Armeria Reial, Estocolm, Suècia.

Shamshir o espasa mameluca té un origen desconegut tenint en compte les proves trobades a Aràbia i Àsia central. Va prendre el nom persa (Shamshir) quan va arribar a Pèrsia des de l'Imperi Seljúcida al segle xii, on les espases eren originalment eren rectes i de doble fil  i aquest tipus de sable era extremadament corbat: de 5 a 15 graus de punta a punta. El nom es deriva del persa: شمشیر shamshīr, que significa 'espasa' (genéric). Aquesta família d'espases inclou el shamshir, el talwar, el kilij, el pulwar i altres sabres. El shamshir més antic conegut es troba a la península aràbiga. Es diu Dhu-l-Faqar i fou propietat de Imam Alí ibn Abi-Tàlib. És una de les espases més famoses de la història i és àmpliament coneguda i respectada a tot l'Islam.
Un Shamshir Shekargar (persa: شمشیر شکارگر shamshir-e shekârgar, literalment, 'espasa de caçadors' o 'espasa de caça') és el mateix que un shamshir, excepte que la fulla està gravada i decorada, generalment amb escenes de caça.

## Disseny

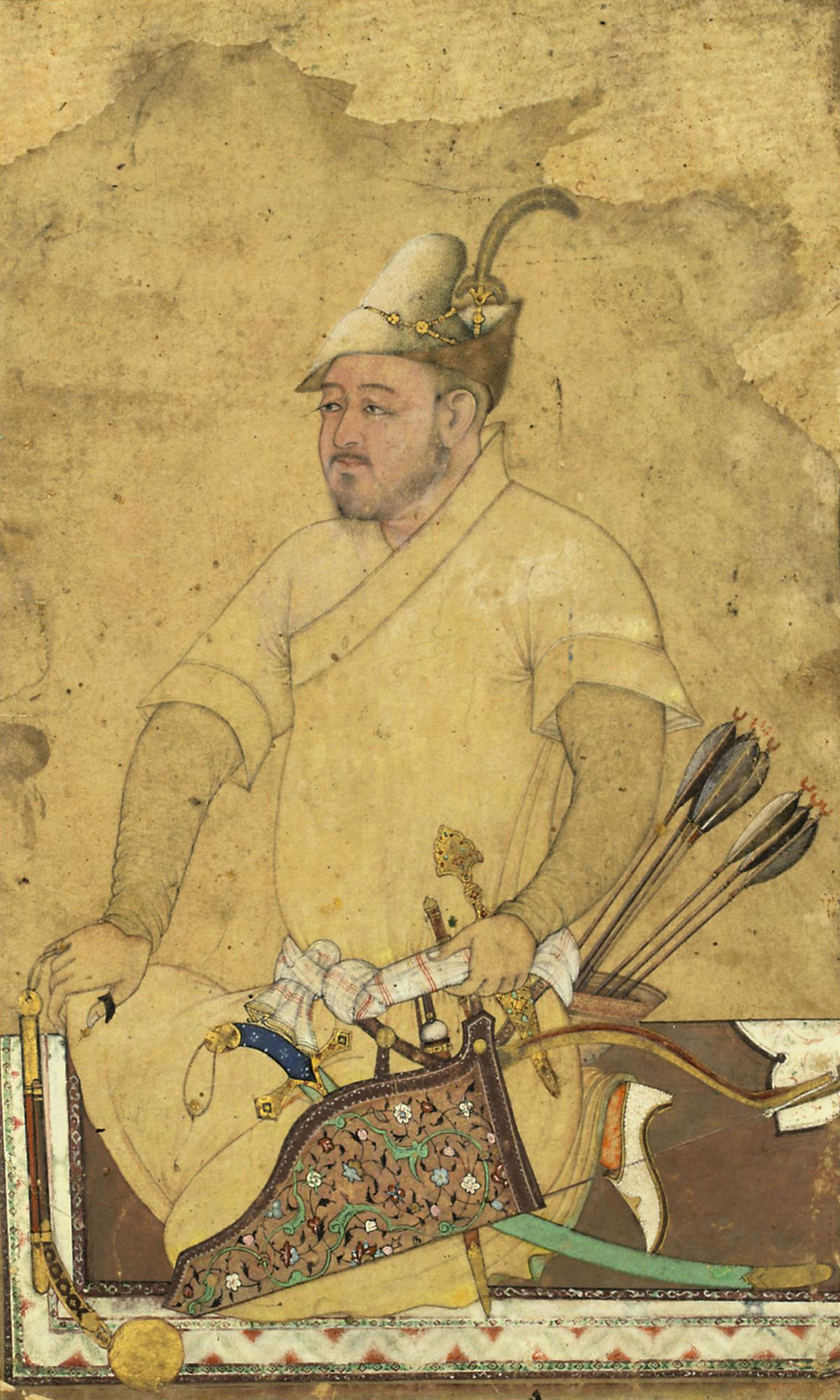
Guerrer uzbek armat amb arc i fletxes, khanjar, maça, i un shamshir.

Originàriament, les espases perses eren rectes i de doble fil. Les fulles de simitarra corbades eren originaries de la Península Aràbiga i de l'Àsia central. La prova més antiga de espasa corba fou Dhu-l-Faqar emprada per l'Imam Ali. És una de les espases més famoses de la història. També se n'han trobat al segle ix, quan aquestes armes eren portades per soldats a la regió Khorasan de l'Àsia central. L'espasa ara anomenada "shamshir" va ser introduïda a l'Iran pels kans turcs de la dinastia seljúcida al segle xii i posteriorment va ser popularitzada a Pèrsia per a principis del segle xvi. Tenia "parents" a Turquia (el kilij), l'Imperi mogol (el talwar), i el món àrab adjacent (saif).
El shamshir és una espasa d'una sola mà corbada que presenta una fulla prima i que gairebé no té fil fins a la punta. En comptes de posar-se en guàrdia vertical (empunyadura a dalt), es col·locava horitzontalment, amb l'empunyadura i la punta senyalant cap amunt. Normalment s'utilitzava per tallar oponents sense armadura a peu o muntats; mentre que la punta es podria utilitzar per a fer estocades, tot i que la dràstica curvatura de la fulla feia l'estocada menys precisa. Té un pom de contrapés, i les dues barres llargues formen una creu senzilla transversal. L'espiga de la fulla està coberta per peces d'os, ivori, fusta o un altre material fixat per claus o reblons per formar l'empunyadura. Moltes de les fulles de shamshir persa més antigues estan fetes de fosa d'acer wootz d'alta qualitat, i es destaquen per les elegants aigües a les fulles.

## Etimologia
Encara que el nom ha estat associat per l'etimologia popular amb la ciutat de Shamshir (que al seu torn significa "corb com l'urpa del lleó" en persa), la paraula ha estat utilitzada per indicar "espasa" des de l'antiguitat, tal com ho demostra la paraula shamshir en persa mitjà (Pahlavi šmšyl), i el grec σαμψήρα / sampsēra (glossat com a "espasa estrangera")
"Shamshir" se sol considerar l'arrel de la paraula simitarra, sent aquest darrer un terme més inclusiu.